# Campis
Campis — карточная игра времён российской императрицы Елизаветы Петровны.
Любимая игра преемника Елизаветы Петровны — Петра III, в которой каждый игрок имел по нескольку жизней, и на каждое очко ставились червонцы. Кто переживёт, тот и выигрывает. Выиграть у Петра III было практически нельзя, ибо недалёкий и своевольный император, начиная проигрывать, «вместо того, чтобы отдать жизнь, бросал в пульку червонец, и с помощью этой уловки всегда оставался в выигрыше».

## Правила игры
Для этого банкомет-автор сдает вам на руки три карты. Каждая карта содержит вариант ответа на вопрос. Один из них - правильный. Играют тридцать шесть листов. Помимо вариантов ответов карты имеют значение: туз - одиннадцать очей, десятка - десять очков. Король - четыре, дама - три, валет - два очка. Остальные карты бичей не приносят.
Вам нужно выбрать карту с правильным, на ваш взгляд, ответом и сбросить выбранную карту банкомету. Оставшиеся две карты вы оставляете себе. Это ваши очки. Ваша задача - набрать 31 очко и при этом правильно ответить на все вопросы.
Автор-банкомет играет теми картами-ответами, которые вы ему сбрасываете. Его задача набрать 31 очко раньше вас. И если с вашей помощью Автор это сделает, то это его чистая победа в игре.
Не пытайтесь обыграть Автора, регулируя количество очков при сбрасывании ему карт. Неверный ответ на вопрос отбрасывает вас назад и вам придется начинать новый кон со следующей метки. При этом Автор автоматически получает одну победу - жизнь. В тексте романа, естественно, есть ответы-подсказки. Поэтому, ответив на вопрос, следите далее за текстом. Только так вы сможете определить правильность вашего ответа.
В ходе игры вы, как игрок, вправе объявить: "Campis olle" - "Игра сделана"!
Тем самым вы прерываете игру и подсчитываете очки, которые набрали к этому моменту. Но прежде вам необходимо проверить: правильные ли ответы вы дали на все вопросы в прочитанном до этого тексте романа. Если при этом у вас набирается тридцать одно или больше очков и все ответы правильные, то - вы выиграли этот кон. Если вы не набрали к этому моменту тридцать одно очко, то количество ваших "очей" должно быть, по крайней мере, больше чем у Автора. Если это условие не выполнено - кон выигрывает Автор. Затем, со следующей красной метки, начинается новый игровой кон.
Автор не имеет возможности остановить игру, поскольку его нет рядом с вами. Поэтому, победу ему вы можете отдать только своими руками, неверно ответив на вопрос или несвоевременно остановив игру.
Каждая победа - одна жизнь. Выигрывает тот - кто переживет.
Вы можете подумать, что Автор обманывает вас и расставил ответы таким образом, что неизбежно наберет 31 очко раньше вас. Но, ведь вы имеете возможность остановить игру в любой момент. И тогда ваши правильные ответы и большее, чем у Автора количество очков, подарят вам очередную победу - жизнь.